# Олимпия (футбольный клуб, Тегусигальпа)
«Оли́мпия» — гондурасский футбольный клуб из города Тегусигальпа, выступает в Лиге Насьональ, сильнейшем дивизионе Гондураса. «Олимпия» — самый титулованный клуб Гондураса, и один из наиболее титулованных клубов в КОНКАКАФ.

## История
Клуб основан 12 июня 1912 года. С момента организации профессиональной национальной лиги в стране в 1965 году «Олимпия» участвовала во всех турнирах, ни разу не покинув высший дивизион. Дважды, в 1972 и 1988 годах, «Олимпия» становилась обладателем Кубка чемпионов КОНКАКАФ (ныне — Лига чемпионов КОНКАКАФ), после чего оба раза уступала в матчах за Межамериканский кубок обладателям Кубка Либертадорес.
В 2016 году «Олимпия» завоевала свой 30-й титул чемпиона Гондураса, выиграв Клаусуру сезона 2015/16. «Львы» более чем в два раза опережают вторую команду по количеству чемпионских титулов, «Мотагуа», 13-кратного чемпиона Гондураса.
Домашние матчи клуб проводит на стадионе «Тибурсио Кариас Андино», вмещающем 30 000 зрителей.

## Достижения
- Чемпион Гондураса (34): 1966/67, 1967/68, 1969/70, 1971/72, 1977/78, 1982/83, 1984/85, 1986/87, 1987/88, 1989/90, 1992/93, 1995/96, 1996/97, 1998/99, 2000 (Апертура), 2002 (Ап.), 2004 (Клаусура), 2005 (Кл.), 2005 (Ап.), 2006 (Кл.), 2008 (Кл.), 2009 (Кл.), 2010 (Кл.), 2011 (Ап.), 2012 (Кл.), 2012 (Ап.), 2013 (Кл.), 2014 (Кл.), 2015 (Кл.), 2016 (Кл.), 2019 (Апертура), 2020 (Апертура), 2020 (Кл), 2021 (Апертура)
- Вице-чемпион Гондураса (18): 1965/66, 1968/69, 1970/71, 1975/76, 1988/89, 1994/95, 1998 (Клаусура), 1999 (Апертура), 2000 (Кл.), 2001 (Кл.), 2002 (Кл.), 2003 (Ап.), 2004 (Ап.), 2006 (Ап.), 2009 (Ап.), 2010 (Ап.), 2011 (Кл.), 2018 (Ап.)
- Обладатель Кубка Гондураса (Президента) (3): 1995/96, 1998/99, 2015
- Обладатель Суперкубка Гондураса (1): 1996/97
- Обладатель Кубка чемпионов КОНКАКАФ (2): 1973, 1988
- Финалист Кубка чемпионов КОНКАКАФ (2): 1985, 2000
- Победитель Лиги КОНКАКАФ (1): 2017